# Gastroneta

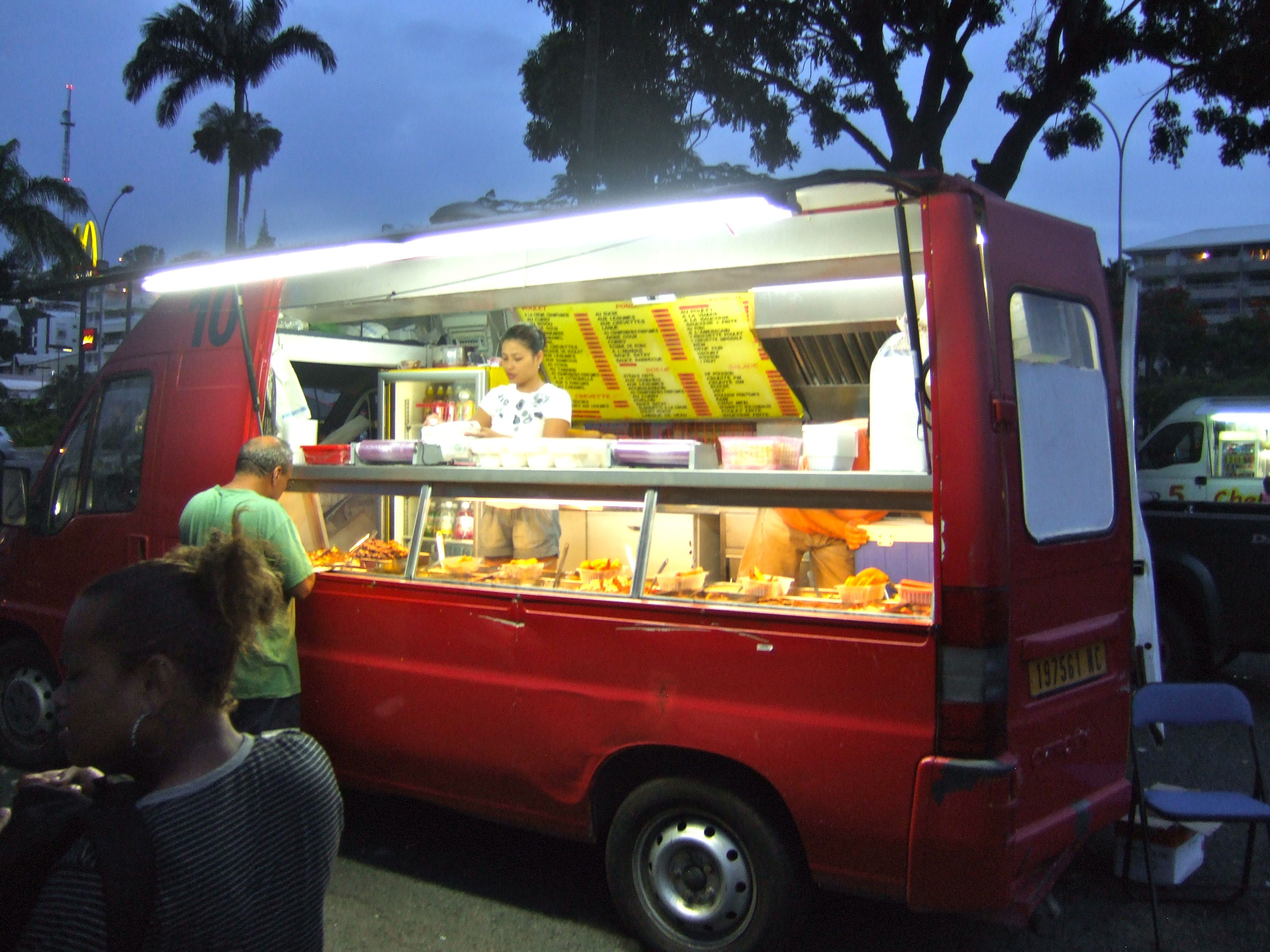
Food truck de comida china en Nueva Caledonia.

Una gastroneta, tráiler de comida o camión restaurante (en inglés food truck, ‘camión de comida’) es un vehículo grande acondicionado para elaborar y vender comida callejera. En algunos, como las camionetas de helados, se preparan alimentos congelados o precocinados; otros cuentan con cocinas a bordo que permiten hacer cualquier plato desde cero.
Por norma general, el camión restaurante está asociado con distintos tipos de comida rápida como hamburguesas, perritos calientes, tacos o churros. Sin embargo, a partir de 2009, algunos cocineros de California (Estados Unidos) cambiaron el concepto hacia restaurantes itinerantes con platos más elaborados, difundiendo su localización en las redes sociales. Desde entonces han surgido opciones que ofrecen platos gourmet y una amplia variedad de especialidades, lo que ha incrementado la popularidad de este tipo de servicios.
Estas camionetas suelen ser itinerantes y trabajan en cualquier lugar donde exista demanda, como ferias, eventos deportivos, campus, zonas empresariales o bases militares.
En Guatemala el crecimiento de las Gastronetas o Food Trucks, ha ido evolucionando el mercado, de acuerdo con la gremial de food trucks gt, sea ha creado un nuevo concepto de negocio en la gastroneta y es una versión móvil de una Pop Up Retail, estática. Un pop-up food truck es una versión temporal de un camión de comida que opera en un lugar específico por un período corto de tiempo. Se diferencia de los food trucks tradicionales porque no sigue una ruta fija ni tiene una ubicación permanente. En cambio, aparece en eventos, festivales, ferias o zonas estratégicas durante una temporada, para hacer una prueba de mercado y atraer nuevos clientes con una oferta gastronómica especial en fase de prueba.